# پارک ملی اوره پاسفیک
پارک ملی اوره پاسفیک (نروژی: Øvre Pasvik nasjonalpark , سامی شمالی: Báhčaveaji Álbmotmeahcci) در قسمت جنوب شرقی دره پاسوکدالن در جنوب سور-وارانگر در شهرستان فینمارک، نروژ واقع شده‌است. مساحت این پارک ۱۱۹ کیلومتر مربع (۴۶ مایل مربع) است. پارک ملی تحت پوشش تایگا مانند سیبری متشکل از جنگل‌های قدیمی کاج اسکاتلندی، دریاچه‌های کم عمق و خاک باتلاقی است. اوور پاسویک بخشی از پارک سه جانبه پاسویک-ایناری به همراه منطقه حفاظت از مناظر اوور پاسویک، ذخیره طبیعی مشترک نروژی و روسی پاسویک و منطقه بیابانی ویتسوری فنلاند است.

## تاریخ
پیشنهادات مربوط به یک پارک ملی در آوار پاسویک برای اولین بار در سال ۱۹۳۶ آغاز شد، اما این پارک تا ۶ فوریه ۱۹۷۰ ایجاد نشد. در ابتدا ۶۶ کیلومتر مربع (۲۵ مایل مربع) وسعت داشت، اما در ۲۹ اوت ۲۰۰۳ گسترش یافت.

## جغرافیا
این پارک دارای مرز غربی در امتداد مرز فنلاند و نروژ است. دو دریاچه برجسته Ellenvatnet و evdevatnet در این پارک هستند. این پارک زیستگاه خرس قهوه‌ای است و همچنین جمعیت زیادی موس دارد. دامداری گوزن شمالی در طول زمستان صورت می‌گیرد. هشت گونه ماهی در دریاچه‌ها زندگی می‌کنند و این پارک دارای ۱۹۰ گونه از گیاهان گلدار است.

نقشه پارک
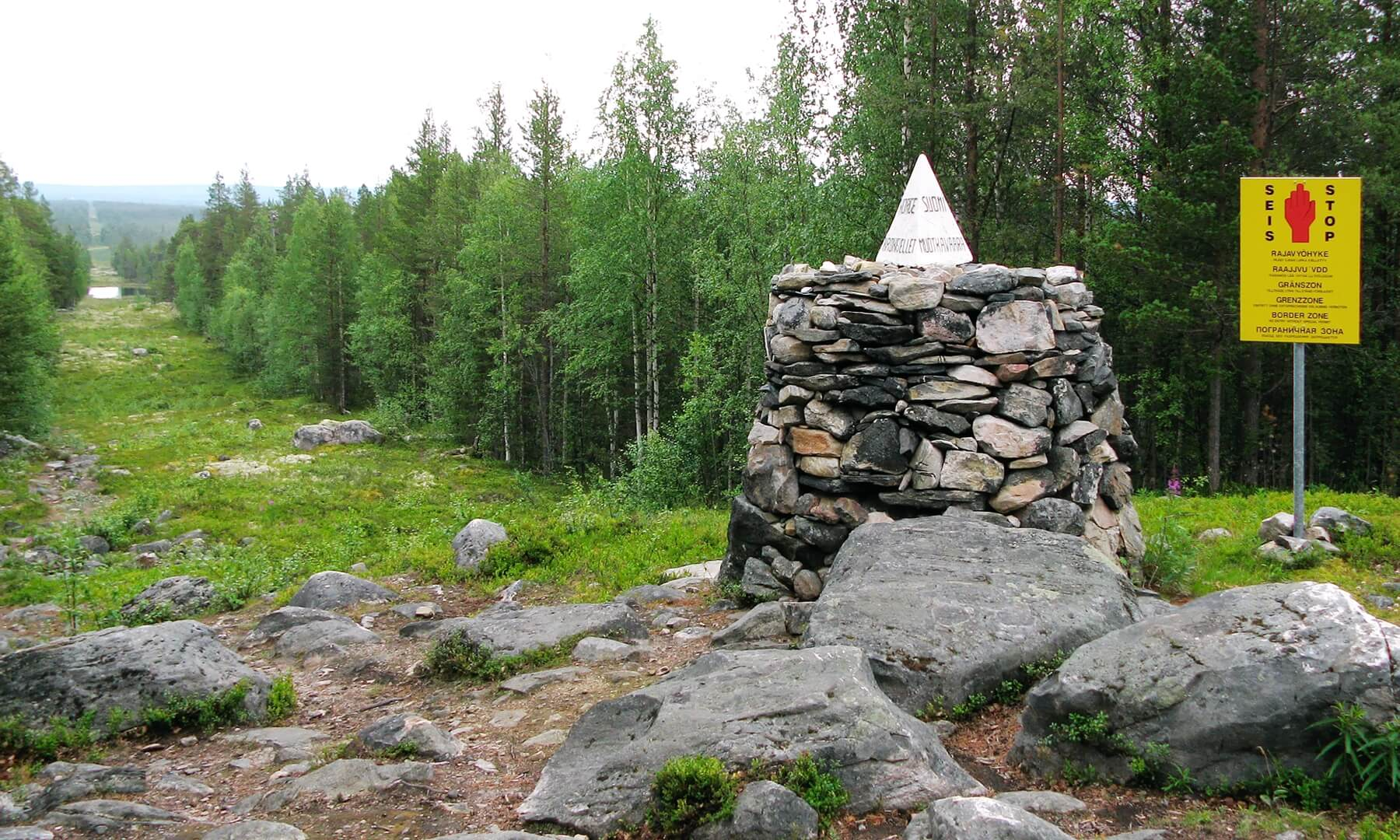
نقطه مرزی روسیه-نروژ-فنلاند
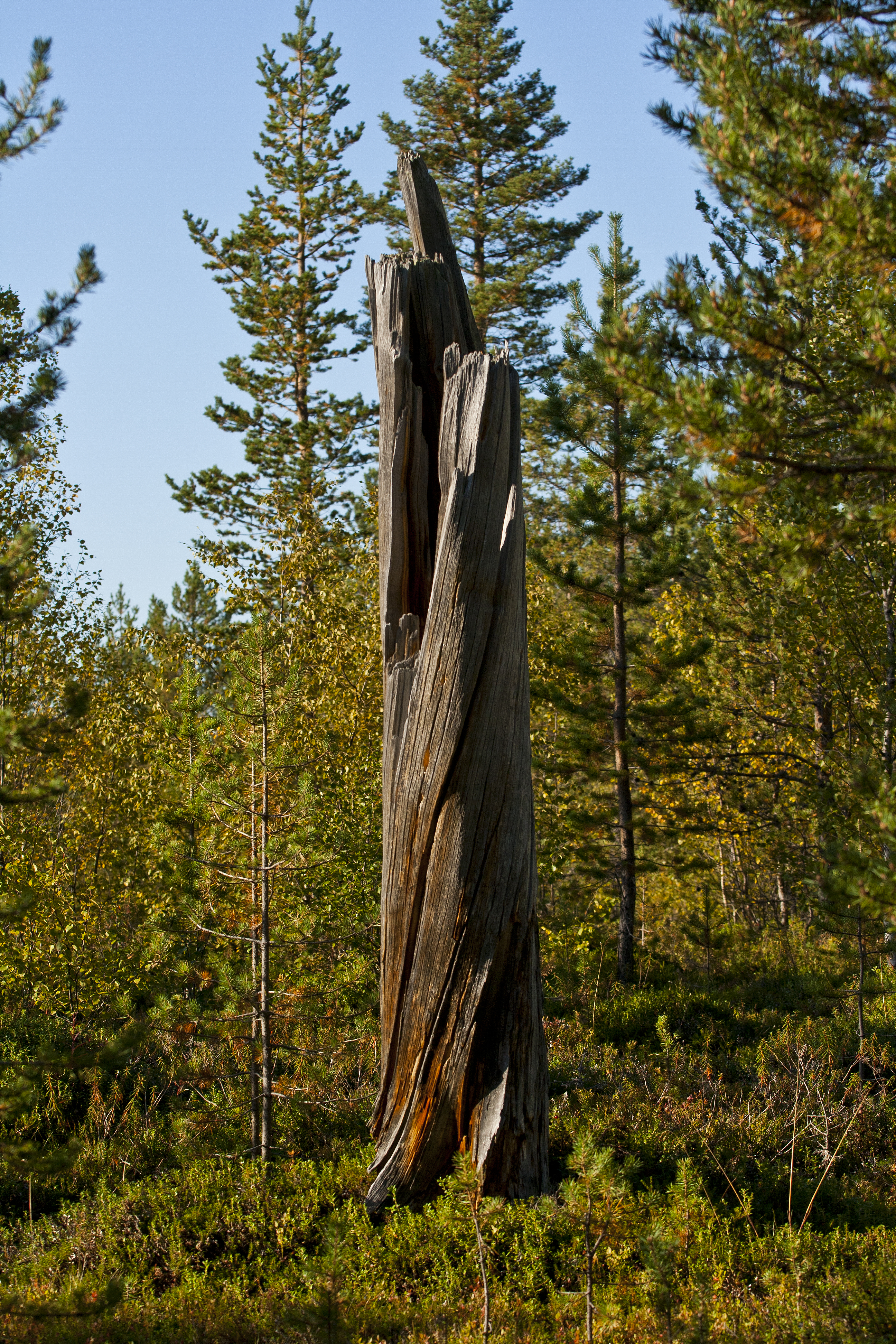

## مدیریت
این پارک توسط شورای ملی پارک پاسویک اداره می‌شود. که یک ارگان سیاسی محلی است که مسئولیت مدیریت پارک را به همراه حفاظت از چشم‌انداز آن به عهده دارد. این هیئت به‌طور رسمی توسط وزارت محیط زیست منصوب می‌شود و متشکل از دو عضو است که توسط شورای شهرداری سور-وارانگر، یک عضو در شورای فین مارک و یک عضو از پارلمان سامی معرفی شده‌اند. این پارک تحت نظارت دفتر کیرکنس از بازرس طبیعت نروژ، بخشی از اداره کل مدیریت طبیعت نروژ است.

## جانوران
خرس قهوه‌ای از حیوانات این پارک است. سایر پستانداران متداول شامل روباه سرخ، قاقم، راسوی کوچک، میناکور آمریکایی و سمور جنگلی است همچنین جمعیت موس در این پارک رو به افزایش است. موش قطبی نروژی و وشق اوراسیایی از حیوانات نادر این پارک هستند. پاسفیک یکی از مناطق در نروژ است که حشره‌خوار لاکسمان در ان وجود دارد. دامداری گوزن شمالی در پارک مجاز است، اگرچه این منطقه بیشتر در زمستان استفاده می‌شود زیرا گله‌ها برای تابستان‌ها به Varangerfjorden منتقل می‌شوند. سگ‌راکون از گونه‌های معرفی‌شده در اروپا است که اولین بار در سال ۱۹۸۳ در منطقه پارک ملی مشاهده شد.